# Desmodium pedunculatum
Desmodium pedunculatum är en ärtväxtart som först beskrevs av Philip Miller, och fick sitt nu gällande namn av Dc. Desmodium pedunculatum ingår i släktet Desmodium och familjen ärtväxter. Inga underarter finns listade i Catalogue of Life.